# Crkva Srca Isusova u Gornjem Čajdrašu
Crkva Srce Isusovo, rimokatolička crkva u Gornjem Čajdrašu kod Zenice. 17. prosinca 1977. osnovana je župa Srca Isusova u Čajdrašu. Župna je crkva župe koja obuhvaća 180 obitelji i naselja Čajdraš (Donji i Gornji), Lađice, Mikuliće, Kruščik, Vjetrenicu i Visokovce. Na zvoniku crkve je sat.

## Vanjske poveznice
- Facebook Župa Čajdraš
- Nedjelja.ba Čajdraš: 40 godina župe
- PUT-ISTINA-ŽIVOT Patron zeničke župe Čajdraš